# Даррелл, Лесли
Лесли Стюарт Даррелл (англ. Leslie Stuart Durrell; 10 марта 1917, Джаландхар, Пенджаб, Британская Индия — 13 августа 1982, Лондон, Великобритания) — младший брат писателя Лоренса Даррелла, старший брат мемуаристки Маргарет Даррелл и писателя-натуралиста Джеральда Даррелла: наиболее известен как персонаж его трилогии «Моя семья и другие звери» (1956), «Птицы, звери и родственники» (1969) и «Сад богов» (1978).

## Биография
Родился 10 марта 1917 года в Британской Индии в семье успешного инженера-мостостроителя Лоренса Сэмюэля Даррелла (1884—1928) и его жены Луизы Даррелл, урождённой Дикси (1886—1964). Он был третьим ребёнком в семье, до него родились брат Лоренс и сестра Марджери Рут (1915—1916), умершая в четырёхмесячном возрасте от дифтерии. После него родились ещё двое детей — сестра Маргарет и брат Джеральд.
После смерти отца в 1928 году семья Дарреллов переехала в Англию, где обосновалась в Борнмуте. В 1935 году по совету старшего брата Лоренса они переселились на греческий остров Корфу, где прожили до 1939 года. С началом Второй мировой войны Луиза Даррелл с Лесли и Джеральдом вернулись в Англию. По возвращении в Борнмут Лесли пытался поступить в армию, но не был принят из-за проблем со здоровьем, после чего стал работать на военном заводе.
По свидетельству его сестры Маргарет, свою часть отцовского наследства Лесли вложил в рыболовное судно, которое вскоре затонуло, потом одно время занимался живописью, но недолго — несмотря на успехи, бросил искусство.
Из Греции с ним приехала его девушка — гречанка Мария Кондос, которая вскоре родила ему сына Энтони. Но в 1952 году он женился на Дорис Холл (Doris Hall, 1905—1990) и с женой переехал в Кению, где они владели фермой. В 1968 году супруги вынуждены были вернуться в Англию, после чего он работал консьержем в многоквартирном доме в Лондоне.
Лесли Даррелл скончался от сердечной недостаточности 13 августа 1982 года в Лондоне в возрасте 65 лет.

## Киновоплощения
- 1987 — в мини-сериале «Моя семья и другие животные» роль Лесли исполнил Гай Скентлебери.
- 2005 — в полнометражном фильме «Моя семья и другие звери» в роли Лесли снялся Рассел Тови.
- 2016—2019 — в телесериале «Дарреллы» роль Лесли сыграл Каллум Вудхауз.